# Imagination
Imagination je britská hudební skupina, která se skládá z Leee Johna, Ashleyho Ingrama a Errola Kennedyho. Mezi repertoár skupiny patří taneční a soulová hudba. Mezi jejich nejslavnější hity patří "Body Talk", "Flashback", "Just An Illusion" a "Music And Lights". Kapela ve své vlasti vydávala u R & B Records a u RCA Records v Americe.
Původně Leee John pracoval jako vokalista v pozadí kapelám The Delfonics, The Velvettes a The Elgins. Později potkal kytaristu/basistu Ashleyho Ingrama, se kterým začal skládat písně. Pak také potkali bubeníka Errola Kennedyho, který hrál na bicí u skupin jako třeba Boys Brigade či Air Training Corps.

## Diskografie
| - Body Talk (1981) UK - In the Heat of the Night (1982) - Night Dubbing (1983) - Scandalous / New Dimension (1983) - Trilogy (1986) - Closer (1987) - Imagination - All The Hits (1989) - Fascination Of The Physical (1992) |  | - "Burnin' Up / So Good So Right" (1982) - "Burnin' Up" (1982) - "Just An Illusion" (1982) - "Changes" (1983) - "Looking At Midnight" (1983) - "Music And Lights" (1983) - "Shoo Be Doo Da Dabba Dooba" (1984) - "Instinctual" (1988) |